# Districtul Central (Israel)
Districtul Central (Ebraică: מחוז המרכז‎, Meḥoz haMerkaz) este unul din cele șase districte administrative ale Israelului, care cuprinde majoritatea regiunii Șaron. Capitala sa este Ramla, iar cel mai mare oraș este Rișon Le-Țion. La rândul său, districtul este divizat în patru sub-districte:  Petah Tikva, Ramla, Șaron și Rehovot. 
În anul 2008, populația districtului era de 1,730,500 de locuitori, dintre care 88% sunt evrei, 8,2% arabi, iar restul de 4% nu sunt clasificați, majoritatea fiind imigranți din fosta Uniune Sovietică.

## Sub-regiuni administrative
| Orașe | Consilii locale | Consilii regionale |
| --- | --- | --- |
| - Hod Hasharon - Kafr Qasim - Kfar Sava - Lod - Modi'in-Maccabim-Re'ut - Ness Ziona - Netanya - Petah Tikva - Qalansawe - Ra'annana - Ramla - Rehovot - Rishon LeZion - Rosh HaAyin - Tayibe - Tira - Yavne - Yehud-Monosson | - Be'er Ya'aqov - Beit Dagan - Bnei Aish - El'ad - Elyakhin - Even Yehuda - Gedera - Gan Yavne - Ganei Tikva - Giv'at Shmuel - Jaljulia - Kfar Bara - Kfar Yona - Kokhav Yair - Mazkeret Batya - Pardesiya - Kiryat Ekron - Savyon - Shoham - Tel Mond - Tzoran-Kadima - Zemer | - Brenner - Drom HaSharon - Gan Rave - Gederot - Gezer - Hefer Valley (Emek Hefer) - Hevel Modi'in - Hevel Yavne - Hof HaSharon - Lev HaSharon - Lod Valley (Emek Lod) - Nahal Sorek |

## Foste municipalități
| Foste municipalități |
| --- |
| - Kadima (unit cu Tzoran; acum Tzoran-Kadima) - Maccabim-Re'ut (unit cu Modi'in; acum Modi'in-Maccabim-Re'ut) - Modi'in (unit cu Maccabim-Re'ut; acum Modi'in-Maccabim-Re'ut) - Neve Monosson (unit cu Yehud și declarat un orășel autonom în interiorul Yehud-Monosson) - Tzoran (unit Kadima; acum Tzoran-Kadima) - Yehud (unit cu Neve Monosson; acum Yehud-Monosson) |